# Ґол-є-Сефід (дегестан)
Ґол-є-Сефід (перс. گل سفید) — дегестан в Ірані, в Центральному бахші, в шагрестані Лянґаруд остану Ґілян. За даними перепису 2006 року, його населення становило 5347 осіб, які проживали у складі 1753 сімей.

## Населені пункти
До складу дегестану входять такі населені пункти:
- Ґалеш-Колам
- Ґалеш-Халє
- Ґель-е Сефід
- Дар'я-Кенар
- Камаль-оль-Дін-Поште
- Палат-Калє
- Пір-Поште
- Сольтан-Мораді
- Таппе
- Фатіде